# Reginald De Koven
Henry Louis Reginald De Koven (Middletown, 3 de abril de 1859 - Chicago  16 de enero de 1920) fue un crítico musical y prolífico compositor estadounidense, especialmente de operetas u óperas cómicas.

## Biografía
De Koven nació en Middletown, Connecticut, y se trasladó a Europa en 1870, donde recibió la mayor parte de su educación. Se graduó en el St John's College de la Universidad de Oxford en Inglaterra en 1879. Emprendió varios estudios musicales en Stuttgart con Speidel y con Lebert y Pruckner. Estudió composición en Fráncfort con el Dr. Hauff, y después de permanecer allí durante seis meses se trasladó a Florencia en Italia donde estudió canto con Vanuccini. A ello le siguió estudios de composición operítica, primero con Richard Genée, en Viena, y luego con Léo Delibes, en París. 
De Koven volvió a los Estados Unidos en 1882 y vivió en Chicago primero y en Nueva York después. Aprovechó su amplio conocimiento musical como crítico en el Evening Post de Chicago, Harper's Weekly y New York World. Muchas de sus canciones se hicieron muy populares, especialmente "Oh Promise Me", con palabras por Clement Scott, que fue una de las canciones con más éxito de su época y sigue siendo un clásico en las bodas. 
Entre 1887 y 1913, de Koven compuso 20 operetas, además de cientos de canciones, obras orquestales, sonatas y ballets. Mientras las operetas de Victor Herbert estaban intensamente influidas por los compositores de operetas continentales, las obras de De Koven siguieron el modelo de Gilbert y Sullivan. Sus mayores éxitos fueron Robin Hood, que se estrenó en Chicago en 1890 pero fue interpretada por todo el país. Se interpretó en el Teatro Knickerbocker y en Londres, en 1891, y en el Teatro Garden de Nueva York en 1892. Sus otras operetas incluyen The Fencing Master (1892, Teatro Casino, Nueva York); The Algerian (1893, Teatro Garden, Nueva York); Rob Roy, producida por vez primera en Detroit, Michigan, 1894; The Mandarin, producida en Cleveland, Ohio en 1896; The Highwayman (1897, Teatro Herald Square, Nueva York) y Maid Marian (1901 Teatro Garden, Nueva York). Harry B. Smith escribió los libretos para muchas de sus óperas cómicas. 
Desde 1902 hasta 1904, de Koven dirigió la sinfónica de Washington D. C. Su esposa, Anna de Koven, fue una persona muy conocida en la buena sociedad, novelista e historiador aficionado que publicó sus obras bajo el nombre de "Mrs. Reginald de Koven." La prensa musical dudaba de que de Koven pudiera componer óperas serias. Su ópera The Canterbury Pilgrims (con un libreto del poeta y dramaturgo Percy MacKaye) se estrenó en la Metropolitan Opera en 1917. Compuso una segunda ópera, Rip Van Winkle (también con un libreto de MacKaye) antes de su muerte, pero no pudo verlo estrenado en 1920 en Chicago. 
En un obituario se dijo: él demostró que "la escena americana no dependía de compositores extranjeros."

## Obras

### Ópera
- Reginald De Koven, Percy MacKaye (1916). The Canterbury Pilgrims: An Opera. The Macmillan company.
- Reginald De Koven, Percy MacKaye (1919). Rip Van Winkle: Folk-opera in Three Acts. G. Schirmer.

### Otras composiciones
- Preludio en sol menor